# Сагар (Мадхья-Прадеш)
Са́гар (англ. Sagar, хинди सागर, урду ساگر‎) — город и муниципалитет на севере индийского штата Мадхья-Прадеш. Административный центр округа Сагар.

## География и климат
Расположен примерно в 180 км к северо-востоку от города Бхопал, на высоте 514 м над уровнем моря.
Самый жаркий месяц года — май, его средний максимум составляет 40,6 °C. Самый холодный месяц — январь, со средним минимумом 11,2 °C. Сезон дождей продолжается с июня по сентябрь. Средняя годовая норма осадков составляет около 1280 мм.

## Население
Население города по данным переписи 2011 года составляет 273 357 человек; население городской агломерации по данным этой же переписи — 370 296 человек.
По данным прошлой переписи 2001 года население города насчитывало 232 321 человек. Мужчины составляли 53 % населения, женщины — 47 %. Средняя грамотность на тот период составляла 74 %, что выше среднего по стране показателя 59,5 %.

## Транспорт
Ближайшие к Сагару аэропорты, принимающие регулярные местные рейсы, расположены в Джабалпуре и Кхаджурахо (оба на расстоянии около 180—200 км). Имеется железнодорожное сообщение. Через город проходят 2 национальных шоссе и несколько шоссе штата.

## Образование
Расположенный в Сагаре университет (Dr. Hari Singh Gour University) был основан 18 июля 1946 года и является старейшим университетом штата Мадхья-Прадеш.